# Chahid Oulad El Hadj
Chahid Oulad El Hadj né le 21 juin 1988 a Bergen-op-Zoom est un kick-boxeur néerlando-marocain. En 2006, il a remporté le titre du Benelux WFCA des -70 kg.

## Biographie
Ayant grandi aux Pays-Bas, Chahid décide de défendre les couleurs du Maroc, pays originaire de ses parents. Entraîné par son frère Hamid Oulad El Hadj, Chahid a combattu les champions du monde Gago Drago et Murat Direkçi. Le combat qui a marqué l'histoire de la kickboxing est celui face à Mike Zambidis en octobre 2010 lors du K-1 World MAX 2010 Final 16.